# Гремячево (Чувашия)
Гремя́чево (чув. Кĕремечке сали)— бывшая деревня на правом берегу Волги в Чебоксарском районе Чувашской АССР, вошедшая в 1979 году в состав города Чебоксары. В настоящее время на территории бывшей деревни пролегают Гремячевская улица и Гремячевский переулок города.

## История
В 1625 году за чебоксарским Троицким мужским монастырём, кроме деревни Набережная, числилось ещё пять починков, среди которых — Гремячий. К 1650—1651 годам починок стал деревней Гремячевской.
По Переписной книге Чебоксарского уезда 1646 года в деревне числилось 27 дворов: 

Дворы крестьянские: 1) 1 бездетен; 2) 1 + 2 брата, «у него же, Янки, в соседях живет бобыль Ондрюшка Зиновьев сын, у него, Ондрюшки, сын Филка»; 3) 1 + 1 племяник; 4) 1 + 2 сына; 5) 1 (А. Я. Привалов) + 1 пасынок (В. Спиридонов); <…> 20) 1 + 2 племянника (К. Григорьев и И. Ильин); 21) 1 + 1 сын + 3 внука от живого сына + 1 внук от умершего сына; 22) 1 + 3 сына + 1 приемыш; 23) 1 + 2 сына; 24) 1 + 2 сына + 1 пасынок; 25) 1 + 2 сына; 26) 1 + 2 сына + 1 брат. Дворы бобыльские: 1) 1 + 1 сын.— РГАДА, Ф. 1209
В 1764 году в результате секуляризационной реформы Екатерины II Троицкий монастырь был причислен к 3-му классу штатных монастырей, а все его земли и крестьяне переданы государству. В «Ведомости о наместничестве Казанском» 1781—1782 годов жители деревни упоминаются уже как экономические крестьяне.

В начале XX века в деревне функционировала церковная школа грамоты.

В 1965—1970 годах в окрестностях деревни пущена в эксплуатацию железнодорожная станция Гремячево (сортировочная станция).
По состоянию на 1 мая 1981 года деревни Соляново, Аникеево, Гремячево Соляновского сельсовета Калининского района города Чебоксары образовывали совхоз «Кадыковский»:78.
Религия
По сведениям справочника Казанской епархии (1904) жители деревни были прихожанами чебоксарской Воскресенской церкви (каменная, построена в 1758 году, трёхпрестольная, главный престол — в честь Обновления храма Воскресения Христова; церковь была закрыта в 1941 году, приход церкви восстановлен в 1990 году).
Административно-территориальная принадлежность
До образования в 1920 году Чувашской автономной области деревня — в составе Чебоксарской волости Чебоксарского уезда Казанской губернии. До 1927 года в составе Чебоксарской волости Чебоксарского уезда Чувашской АО / Чувашской АССР, с 1 октября 1927 года — в Чебоксарском районе Чувашской АССР. 

С 25 октября 1979 года территория деревни передана Чебоксарскому горсовету (Калининский райсовет).

Сельские советы: с 1 октября 1927 года — Соляновский, с 27 сентября 1951 года — Кочаковский, с 14 июня 1954 года вновь в составе Соляновского.

Постановлением Президиума Верховного Совета Чувашской АССР от 25 августа 1983 года деревня была включена в состав города Чебоксары и одновременно исключена из списка населённых пунктов Чувашской АССР, в декабре 1983 года бывшей деревне Гремячево было присвоено название — «улица Гремячевская» в составе города Чебоксары.

## Население
| Год     | 1625       | 1645/1646 | 1650/1651 | 1677/1678 | 1781/1782 | 1859 | 1897 | 1907 |
| ------- | ---------- | --------- | --------- | --------- | --------- | ---- | ---- | ---- |
| Жителей | Нет данных |           |           |           | 215       | 298  | 382  | 417  |
| Мужчин  |            | 86        | 82        | 91        |           | 124  |      |      |
| Женщин  |            |           |           |           |           | 174  |      |      |
| Дворов  | 1          | 27        | 24        | 25        |           | 52   |      |      |

## Памятники и памятные места
Памятник воинам, павшим в Великой Отечественной войне 1941—1945 гг. (ул. Гремячевская).

## Уроженцы и жители
- Козлёнков, Пётр Андреевич (1913, Гремячево, Чебоксарский уезд — 1999, Севастополь) — военачальник, контр-адмирал (1962);  участник Великой Отечественной войны (1941—1945), с 1947 года — на Балтике, помощник командира пограничного сторожевого корабля «Зоркий», с 1951 года — начальник штаба, затем командир 3-го отряда пограничных кораблей Северного округа (Баренцево море), в 1959—1964 годах — начальник Морского отдела — заместитель начальника пограничных войск Тихоокеанского округа. Награждён орденами Красного Знамени, Красной Звезды, медалями[17].
- Семёнова Екатерина (Гремячевка[18], Чебоксарский уезд — неизвестно) — крестьянка, мать Василия Чапаева (запись в метрике, выписанной при его рождении)[19].
- Якимов Никита Иванович (ок. 1734 — 1795, Чебоксары) — купец 3-й гильдии, выходец из крестьян деревни Гремячево Чебоксарского уезда. В 1786 году — церковный староста Чебоксарского Введенского собора. В 1792 году — городской староста[20].